# Siliștea, Constanța
Siliștea este satul de reședință al comunei cu același nume din județul Constanța, Dobrogea, România. În trecut localitatea s-a numit Tașpunar/ Tașpunor/ Taș-Punar/ Tașpınar (numele vechi turcesc). La recensământul din 2002 avea o populație de 676 locuitori printre care si de etnie turca.